# جورج أرميتاج ميلر
كان جورج أرميتاج ميلر (من 3 من فبراير 1920م حتى 22 من يوليو 2012م) واحدًا من مؤسسي علم النفس المعرفي. وساهم أيضًا في ميلاد علم اللغة النفسي والعلوم الاستعرافية بشكلٍ عام. كتب ميلر عدة كتب وقاد تطوير وردنت (WordNet)، وهو عبارة عن قاعدة بيانات لربط الكلمات على الإنترنت يتم استخدامها في برامج الحاسوب. وألَّف ميلر الدراسة، «رقم سبعة السحري، بإضافة أو طرح اثنين» (The Magical Number Seven, Plus or Minus Two) التي كشفت بالتجربة حد رقم سبعة المتوسط لقدرة الذاكرة قصيرة الأمد البشرية. ويُستُشهد كثيرًا بهذه الدراسة في كلٍ من علم النفس والثقافة بشكل عام.
بدأ ميلر تعليمه بالتركيز على الكلام واللغة ونشر دراسات بشأن هذه الموضوعات، مع التركيز على الجوانب الرياضية والحسابية والنفسية لمجال علم النفس والعلوم الاستعرافية. وقد بدأ حياته المهنية في الوقت الذي كانت فيه النظرية المُهيمنة في علم النفس هي السلوكية، والتي تجنبت أي محاولة لدراسة العمليات العقلية وركَّزت على السلوك المُلاحَظ فقط. وقدم ميلر من خلال عمله في جامعة هارفارد ومعهد ماساتشوستس للتقنية وجامعة برنستون تقنيات تجريبيةً لدراسة علم النفس للعمليات العقلية، رابطًا مجال علم النفس المعرفي الجديد بمجال العلوم الاستعرافية الأوسع نطاقًا بما في ذلك نظرية الحوسبة واللغويات. تعاون ميلر وشارك في تأليف عمل مع شخصياتٍ أخرى في العلوم الاستعرافية وعلم اللغة النفسي، مثل نعوم تشومسكي. ويُعتبر ميلر واحدًا من أعظم علماء النفس في القرن العشرين لنقله لعلم النفس إلى عالم العمليات العقلية ومواءمة ذلك النقل مع نظرية المعلومات ونظرية التحسيب واللغويات.

## سيرة حياته
وُلد ميلر في 3 فبراير 1920، في تشارلستون (فيرجينيا الغربية) لوالده جورج إي. ميلر، المدير التنفيذي لشركة فلورنسا (أرميتاج) ميلر. بعد وقت قصير من ولادته، انفصل والداه، وعاش مع والدته خلال فترة الكساد الكبير، التحق بالمدرسة العامة وتخرّج من مدرسة تشارلستون الثانوية في عام 1937. انتقل مع والدته وزوجها إلى العاصمة واشنطن ودرس في جامعتها لمدة عام. اتّبعت عائلته العلم المسيحي، الذي يلجأ إلى الصلاة بدلاً من العلوم الطبية من أجل الشفاء. بعد أن نُقل زوج والدته إلى برمنغهام، ألاباما، انتقل ميلر أيضًا إلى جامعة ألاباما.
أخذ في جامعة ألاباما دروسًا في الصوتيات وعلم أمراض النطق واللغة، وحصل على درجة البكالوريوس في التاريخ والكلام عام 1940، ودرجة الماجستير في عام 1941. تأثر ميلر كثيرًا بالأستاذ دونالد رامسديل، الذي عرّفه على علم النفس وعلى زوجته المستقبلية كاثرين جيمس بشكل غير مباشر أثناء حضوره لأحد الندوات. وقد تزوجا في 29 نوفمبر عام 1939. توفيت كاثرين في يناير من عام 1996. ثم تزوج من مارغريت فيرغسون سكاتش بيج في عام 2008.
درّس ميلر صف «مقدمة في علم النفس» في ألاباما لمدة عامين. التحق بأحد برامج الدكتوراه في علم النفس في جامعة هارفارد عام 1943، وذلك بعد قدومه إلى الجامعة عام 1942. عمل في المختبر النفسي الصوتي التابع للجامعة، تحت إشراف ستانلي سميث ستيفنز، ليبحث في مجال الاتصالات الصوتية العسكرية خلال الحرب العالمية الثانية. حصل على الدكتوراه في عام 1946؛ صُنّفت أطروحة الدكتوراه الخاصة به، «التصميم الأمثل لإشارات التشويش»، في المرتبة الأولى من قبل الجيش الأمريكي.

### مهنته
بعد حصوله على الدكتوراه، بقي ميلر في هارفارد، وواصل أبحاثه في مجال النطق والسمع. عُيّن أستاذاً مساعداً في علم النفس عام 1948. أدت الدورة التي طورها في اللغة والتواصل إلى صدور كتابه الأول «اللغة والتواصل» (1951). حصل على إجازة من العمل في عام 1950، وقضى عامًا كزميل زائر في معهد الدراسات المتقدمة في برينستون لمتابعة اهتمامه بالرياضيات. أصبح ميلر صديقًا للفيزيائي الأمريكي روبرت أوبنهايمر، وفي عام 1951، انضم إلى معهد ماساتشوستس للتكنولوجيا كأستاذ مشارك في علم النفس.
ترأس مجموعة علم النفس في مختبر لينكولن وعمل على الاتصالات الصوتية والأرغونوميا أو (العوامل البشرية). كانت النتيجة البارزة لهذا البحث هي تحديد الحد الأدنى من الميزات الصوتية المطلوبة حتى يكون الكلام واضحًا. بناءً على هذا العمل، في عام 1955، دُعي للتحدث في جمعية علم النفس الشرقية.
عاد ميلر إلى جامعة هارفارد كأستاذ مشارك في عام 1955 وأصبح أستاذاً بدوام كامل في عام 1958، وتوسّع في بحثه حول كيفية تأثير اللغة على الإدراك البشري. في الجامعة، التقى الشاب نعوم تشومسكي، وهو أحد مؤسسي العلوم المعرفية. قضى الاثنان صيفًا معًا في ستانفورد. في 1958-1959، أخذ ميلر إجازة للانضمام إلى مركز الدراسات المتقدمة في العلوم السلوكية في بالو ألتو، كاليفورنيا (الآن في جامعة ستانفورد). تعاون هناك مع يوجين جالانتر وكارل بريبرام في كتاب الخطط وهيكل السلوك. في عام 1960، شارك في تأسيس مركز الدراسات المعرفية في هارفارد إلى جانب جيروم برونر. استقطب المركز زوارًا بارزين مثل جان بياجيه وألكسندر لوريا وتشومسكي. ثم أصبح رئيسًا لقسم علم النفس، كان لميلر يد في توظيف تيموثي ليري كمدرّس في جامعة هارفارد. عرف ميلر ليري من جامعة ألاباما، عندما كان مدرّسًا لمادة علم النفس وقد تخرج ليري بدرجة البكالوريوس من قسمه.

## وصلات خارجية
- 2007 discussion on the cognitive revolution, with Chomsky, Bruner, Pinker and others: Part I
- 2007 discussion on the cognitive revolution, with Chomsky, Bruner, Pinker and others: Part II
- 2007 discussion on the cognitive revolution, with Chomsky, Bruner, Pinker and others: Part III
- 2007 discussion on the cognitive revolution, with Chomsky, Bruner, Pinker and others: Part IV
- Classics in the history of psychology: The seven plus/minus two paper
- Bio on Kurtzweil.net
- Old faculty page
- Communication, Language, and Meaning (edited by Miller)
- A blog with links to discussions on the seven-plus-minus-two paper
- Neurotree: Miller's academic genealogy